# Expédition Astor
L’expédition Astor (1810 - 1812) est une expédition qui avait pour but d'explorer la région de l'embouchure du fleuve Columbia en vue d'y développer le commerce de la fourrure. L'expédition se déroule peu après la célèbre expédition Lewis et Clark qui revêtait plus un caractère scientifique.

## Histoire
L'expédition tire son nom du célèbre financier John Jacob Astor. Les membres de l'expédition sont appelés « Astoriens » (Astorians). L'expédition était en effet demandée par la Pacific Fur Company qu'Astor détenait à 50 %. Astor possédait également l'American Fur Company. La compagnie était spécialisée dans le commerce des fourrures et souhaitait trouver dans la région du fleuve Columbia des zones de chasse pour alimenter ses commerces en fourrures. Les membres de l'expédition étaient des chasseurs, des interprètes et des guides. Marie Dorion, l'épouse de Pierre Dorion, était l'unique femme.
Deux groupes participaient à l'expédition. Le premier groupe devait rejoindre par la terre l'embouchure du fleuve Columbia alors que le second groupe devait rejoindre le lieu par la mer. Le premier groupe devait explorer l'intérieur des terres tandis que le second avait pour but de commencer la construction d'un fort près de l'embouchure du fleuve.
L'expédition terrestre part en 1810 de la ville de Saint-Louis (Missouri) et traverse le Dakota du Sud et le Wyoming en collectant de la viande de bisons pour s'alimenter. Elle fait ensuite une étape au Fort Henry, un camp d'hiver construit par le trappeur Andrew Henry. Ce fort est situé le long du cours d'eau Henry's Fork, un affluent de la rivière Snake. Cette rivière, un affluent du fleuve Columbia, était déjà connue et les membres de l'expédition espéraient pouvoir descendre son cours facilement pour rejoindre l'expédition marine près de l'embouchure du fleuve.
Les expéditionnaires abandonnent donc leurs chevaux et construisent des canoës. Ils descendent la rivière Snake en pensant que la rivière était facilement navigable car certains trappeurs la nommaient "rivière au canoë". Les canoës atteignent pourtant les rapides de Shoshone Falls et de Twin Falls. Ces rapides prennent les explorateurs de surprise et de nombreuses provisions se perdent dans la rivière. Il devient impossible de continuer à descendre la rivière par canoë. L'expédition se divise ensuite en trois groupes et se poursuit à pieds. Le groupe conduit par Donald Mackenzie se dirige vers le nord en suivant la rivière Snake puis le fleuve Columbia. Le groupe atteint le Fort Astoria en janvier 1812. Les deux groupes, menés par Ramsay Crooks et Wilson Price Hunt, suivent la rive opposée de la rivière Snake avant de se retrouver au niveau du Hells Canyon. Ils se feront ensuite guider par des Amérindiens jusqu'au fleuve Columbia au niveau d'Umatilla d'où ils gagnent l'embouchure. De nombreux membres quittèrent l'expédition en cours de route pour trapper dans l'Idaho et le Wyoming.
La composante marine arriva par l'océan Pacifique et fonda le Fort Astoria, la première colonie américaine à l'embouchure du fleuve Columbia. En effet, l'expédition Lewis et Clark passa dans la région peu avant mais aucune population ne resta définitivement dans la région.

## Conséquences
L'expédition terrestre permit d'explorer le Wyoming et de découvrir le South Pass, un passage permettant de franchir les Rocheuses plus facilement. Des milliers de colons désirant se rendre sur la côte ouest des États-Unis utiliseront par la suite ce chemin.
Astor désirait prendre le contrôle de la région dans le domaine du commerce de la fourrure. Les trappeurs anglais étaient déjà établis au nord de la région notamment grâce à la Compagnie du Nord-Ouest. Le fait d'avoir un fort dans la région permit aux États-Unis de pouvoir réclamer plus facilement la région face aux anglais qui étaient déjà implantés au nord. La région passa définitivement aux États-Unis en 1849 grâce au Traité de l'Oregon. Le lieu du fort est depuis occupé par la localité d'Astoria dans l'État de l'Oregon. 